# Ízeltlábúak
Az ízeltlábúak (Arthropoda) csoportja az egyik legkorábban megjelent többsejtű törzs, amelynek (egyes trilobitaszerű lenyomatok tanúsága szerint) már a prekambriális Ediakara-faunában is élhettek képviselői. Jelenleg ízeltlábú az ismert élőlényfajok számának (kb. 1,9 millió növény-, állat-, gomba- és mikrobafaj) több mint kétharmada – egyedeik számát és biomasszájukat tekintve is övék az állatok legnagyobb csoportja.
A testtömegben legnagyobb ismert ízeltlábúak a kambrium időszaktól a permig élt eurypteridák voltak (legnagyobb fajaik testhossza megközelíthette a 3 métert). A mai állatvilágon belül az ízeltlábúak a 0,1 mm és 10 cm közötti mérettartományt egyértelműen uralják, ennél kisebb vagy nagyobb mérettartományokban viszont háttérbe szorulnak más testszerveződési stratégiákkal szemben. Ismereteink szerint a jelenleg élő legnagyobb szárazföldi ízeltlábú az akár 1 méteres nagyságra is megnövő, különleges életmódot folytató trópusi szárazföldi rák, a pálmatolvaj (Birgus latro). Hasonlóképpen egy rákfaj tarthat igényt a legnagyobb tengeri (és általában a legnagyobb) ízeltlábú címére: az óriás japán rák (Macrocheira kaempferi) kiterjesztett lábaival akár a 3,8 méteres nagyságot is elérheti. (Egyes korábbi híradások 18 láb szélességű [mintegy 5,4 méteres] példányokról is beszámolnak.)
A 0,1 mm-nél kisebb tartományban a többsejtűség előnyei már nem meghatározóak, a 10 cm-t meghaladó kategóriában viszont a gerinces szerveződés tűnik előnyösebbnek. Az ízeltlábúak csoportjának taxonómiai értékéről megoszlanak a vélemények, az egyik (hagyományosabb) álláspont szerint ezek az állatok országának (Regnum: Animalia) egyik törzse (Phylum: Arthropoda). Egy másik nézőpont szerint egyáltalán nincs is ilyen taxonómiai kategória, mert a csoport nem monofiletikus, hanem csak egy olyan testszerveződési stratégia, amely a jelölt mérettartományban adaptív előnyt jelent, és ezért az evolúció során többször is megjelent (konvergencia-hipotézis). A két szélsőséges vélekedés között léteznek olyan átmeneti álláspontok is, amelyek a tágabb értelemben vett ízeltlábúak kisebb csoportjait tekintik monofiletikus egységeknek – ezek az elgondolások nagyon sokféle rendszertani felosztásban kifejezésre jutnak.

## Az ízeltlábúak közös jellemzői
1. Poli-centrolecitális petesejt, vagyis olyan, amelyben a nagy mennyiségű szikanyag a sejt közepén található, és csak a pete vékony felszíni rétegét hagyja szabadon. Az ilyen peték ún. részleges felületi barázdálódással fejlődnek, ami lényegében azt jelenti, hogy nem a teljes petesejt barázdálódik, csak a sejtmag osztódik sokszorosan, majd az utód-sejtmagok kivándorolnak a zigóta szikmentes felületi rétegébe, és csak itt alakul ki körülöttük a sejthártya. A zigóta tehát a szedercsíra (morula) állapot kihagyásával rögtön egy speciális hólyagcsíra (blasztula) állapotba kerül.
2. csillós hám hiánya
3. A köztakaró az egyrétegű külső hám (hypodermis) által termelt kitintartalmú, megkeményedő kutikula, amely külső védelmi és belső izomrögzítő funkciót is ellát. Emiatt az állat csak vedlések sorozatával képes növekedni.
4. ízelt lábak, amelyről a csoport a nevét kapta.
5. heteronóm szegmentáció, vagyis az állat formai és funkcionális szempontból is differenciált szelvényekből áll.
6. mixocoeloma (kevert eredetű falú testüreg), vagyis az embrionális testüreg fala ekto-, endo- és mezodermális szövetek mozaikja. Ebből következően a keringési rendszer nyílt (tehát a mezodermális eredetű másodlagos testüregben keringő vér (haema) és a szövetközi ekto- vagy endodermális szövetekkel határolt térben mozgó nyirok (lympha) keveredik, és együttesen haemolymphát alkot).
7. háromosztatú testüregfelépítés:
  - a hátoldal felé eső csőszerű szív a sinus pericardiális üregben,
  - középen a bélcső a sinus enterális üregben,
  - a hasi oldalon fejformát öltő hasdúclánc a sinus neurális üregben.

Testszerveződés: Bélcsatornájuk kétnyílású, testük kétoldalian szimmetrikus, és – a puhatestűekhez hasonlóan – testtájakra (tipikusan fejre, torra és potrohra) tagolódik.
- A soklábúak testfelépítése hasonlít a gyűrűsférgekéhez. Szelvényeik viszonylag egyformák. A feji rész szelvényei összeolvadtak, a lábakból szájszervek alakultak ki. A farki rész utolsó szelvényein nincsenek lábak, azok párzószervvé alakultak.
- A fejlettebb rákok első néhány szelvénye a fejtort alkotja. Ezen csak öt pár járóláb maradt meg, és általában ebből is csak az első pár különbözik a többitől, a vége ollóvá alakult. A potroh szelvényei viszont még alig különbözőek.
- A rovarok teste fejre, torra és potrohra tagolódik. A három szelvényből összeolvadt toron három pár láb és általában két pár szárny van. A potroh szelvényes, és nincsenek rajta lábak. A rovarok legtöbb belső szerve azonban már nem szelvényezett.
- A csáprágósokra a testszelvények nagymértékű összeolvadása a jellemző. Az első szelvények egységes előtestet (fejtort) alkotnak négy pár lábbal, a hátulsó szelvényeikből pedig egységes, szelvényezettséget nem mutató utótest (potroh) jön létre.

Kültakaró: Az ízeltlábúak kültakarója egyrétegű hengerhám, amely kitines kutikulát választ ki. Ez az ízeltlábúak szárazföldi terjedése szempontjából rendkívül előnyös volt. Hátránya azonban, hogy a páncél nem tud nőni, ezért időnként le kell vedleni. A vedlést közvetlenül megelőzően a hám és a kitin között folyadék gyűlik fel, majd régi kitinpáncél felreped és az állat kibújik belőle. Az új páncél kezdetben még puha, rugalmas, világos színű. Az állat mérete ilyenkor nőhet, majd a páncél megkeményedik.
A kitin minősége a különböző csoportokban kissé módosult. A rákokra a meszes kitinpáncél, a rovarokra a kemény kitin, a pókszabásúakra a vékonyabb, lágyabb kitin a jellemző. A kitinbe színanyagok is beépülhetnek, a finom felszíni mintázat pedig interferenciaszíneket okozhat. A rovarok és a pókok kitines kültakaróján gyakran kitinszőrök vannak. A lepkék hímpora tetőcserépszerűen egymásra boruló, apró kitinpikkelyek sokasága.
Mozgás: Az ízeltlábúak a külső vázhoz belülről tapadó harántcsíkolt izmokkal mozognak. A kitinváz a merev részek között vékony, hajlékony szakaszokat tartalmaz. Az ízelt láb mindegyik csoportban megtalálható. A szabad szemmel is látható rákokra 5 pár, a rovarokra 3 pár, a pókszabásúakra 4 pár láb jellemző. A rovarláb alaptípusa futóláb, amelynek részei: csípő, tompor, comb, lábszár és lábfejízek. Az életmódnak megfelelően a láb módosulhat. A rovarok 3 pár lába a toron található. Járáskor három lábuk mindig a talajon van, és mivel három pont határoz meg egy síkot, mindig stabilan állnak. Az ízelt láb sok rovarnál ugrólábbá alakult. A hosszú, többszörösen összehajtott láb hosszabb úton és több ízületben tud gyorsítani, így egyes rovarok fantasztikus ugróteljesítményre képesek. (Például az emberbolha 1,5 mm hosszú, ám 20 cm-re tud ugrani!)
A szájszervek is láberedetűek.
A rovarok alaptípusának a toron két pár szárnya van, ami különféleképpen módosulhat. A szárny egy vékony kitinréteggel fedett bőrkettőzet. Az az elmélet látszik valószínűnek, amely szerint a rovarok szárnyai tor hőszabályozást szolgáló, fülszerű, mozgatható, a nap sugárzásával szembeállítható nyúlványaiból fejlődtek. A szárnyat a rovar a tor felső és alsó lemezeinek egymásba húzásával, illetve szétengedésével, az emelő elvén működteti. A szitakötők két pár szárnya ellentétes ütemben csap, így viszonylag kisebb csapási sebesség esetén sem süllyednek. A szárnyak elején egy kitinszemcse van, ez a szárny berezgését küszöböli ki. A bogarak kemény szárnyfedőiket repüléskor széttartják, és ezzel az oldalra billenés lehetőségét csökkentik. A kétszárnyúak második pár szárnya billér, vagyis egyensúlyozó szerv. Az első pár szárny így sokkal szabadabban mozoghat, körözhet vele a rovar, így a levegőben is meg tud állni, vagy hátrafelé repülhet. A legyek, illetve az egy helyben lebegő vagy függögető zengőlegyek a repülés akrobatái.
Táplálkozás: A soklábúak általában állat- vagy korhadékevők. A rákok állat- korhadék- vagy dögevők. A rovarok között növényevő, állatevő, ürülékevő, dögevő egyaránt előfordul. A lárva sokszor kifejlett állattól eltérő táplálkozású. A pókszabásúak állat-, növény-, gomba- és korhadékevők lehetnek.
Az ízeltlábúak tápcsatornája elő-, közép- és utóbélre tagolódik, hosszúsága körülbelül a test hosszának kétszerese. A szájnyílást körülvevő rágók rágó, szívó, szúró-szívó, nyaló szájszervvé módosulhatnak. Az emésztést emésztőmirigyek (nyálmirigy, középbéli mirigy) segítik. A csótány gyomrában kitinfogak aprítják a táplálékot. Csak sejten kívül emésztenek.
Sok pók méregmirigyének váladékával öli meg vagy bénítja meg áldozatát, majd emésztőmirigyeinek váladékát beleüríti, így tulajdonképpen a testén kívül emészti meg a táplálékot, végül elfolyósodott, emésztett részeket szívja fel.

## Evolúció

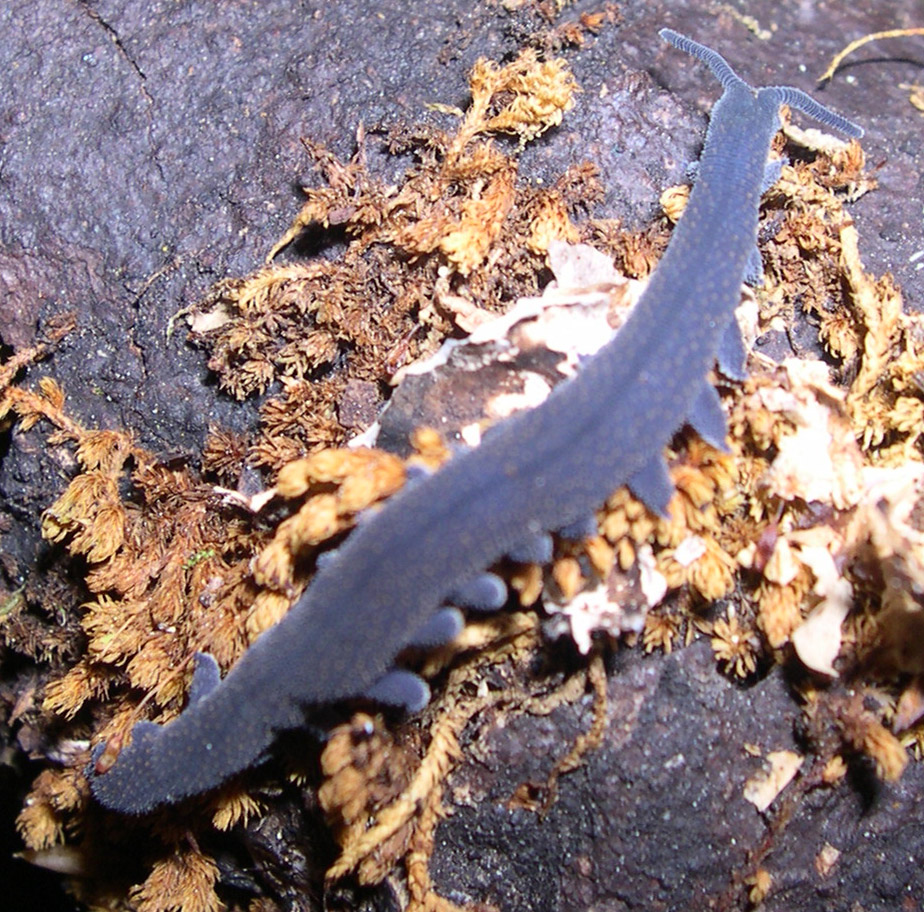
Az onycophorákhoz tartozó Peripatoides

Az ízeltlábúak evolúciójára vonatkozóan az bizonyosnak tűnik, hogy a szelvényezett állatoktól, közelebbről a gyűrűsférgektől elváló fejlődési irány. A testszelvények részben összeolvadtak, részben differenciálódtak, és jellegzetes hármas tagolás alakult ki, a fej, tor és potroh. A toron és a potrohon is megmaradtak a korábbi szelvényeződés nyomai. A potroh kifejezetten ősi típusú, szelvényei ismétlődő, azonos szakaszokból állnak. A tor sokkal jobban összeolvadt, de a lábak még mindig a korábbi szelvényekhez kötődnek. A lábak a gyűrűsférgeknél megjelenő féreglábakból alakulhattak ki. A féreglábaknak nincs önálló izomzata, az ízeltlábúaknál a lábak is páncélzatot kaptak, és a külső vázhoz kötődő izmok mozgatják. Ez preadaptív fejlődést feltételez, mivel a külső vázat mozgató izomzat megjelenése eredetileg valószínűleg a féregláb mozgásának megkönnyítését, nem pedig magát a mozgást szolgálta. A soklábúaknál még ma is látható a konkrét szelvényeződés, és a lábakat növesztő szelvények a gyűrűsférgekhez hasonlóan homogének. A ma élő állatvilágban a karmos féreglábúak állhatnak legközelebb az ízeltlábúak közvetlen őseihez.
A konkrét menet azonban vitatott. A kambriumi előlégcsövesek (Protracheata) megismerésével a kérdés még bonyolultabbá vált, mivel ezek a lények szép átmenetet mutatnak a gyűrűsférgek és ízeltlábúak között, de nem idősebbek, mint a trilobiták. A Sziklás-hegység Burgess-palájából és az észak-németországi kambriumból írták le őket. A kérdésnek háromféle megoldása lehet. Egyfelől feltehető, hogy a Trilobiták nem igazi ízeltlábúak, hanem konvergens evolúció révén alakultak ki. Másfelől az sem kizárható, hogy az előlégcsövesek legkorábbi ismert példányai korántsem a legősibbek, csak azok még nem kerültek elő. A harmadik lehetőség, hogy az előlégcsöveseknek semmi közük nincs az ízeltlábúak evolúciójához, az átmenetinek tűnő tulajdonságaik más módon jöttek létre.
Még nagyobb probléma, hogy az előlégcsövesek már a kambriumban szárazföldi állatoknak tűnnek. Ez a körülmény jól magyarázná, hogy miért alakult ki a féreglábakból az izmos ízelt láb, amely egyértelműen a talajon közlekedésre alkalmas, nem vízi életmódra. Ugyanakkor egyetlen szárazföldi ízeltlábút sem ismerünk a szilur skorpiói előtt. Ez utóbbit magyarázhatja az a körülmény, hogy a szárazföldi üledékképződés mindig is kisebb eséllyel fosszilizálja a maradványokat, másrészt az is feltehető, hogy a szárazföldön kialakuló ízeltlábúak egy része nem sokkal később visszatért a vízbe, miközben a szárazföldieket valamilyen körülmény – talán egy eljegesedési periódus – kipusztította az akkor még nagyon zordnak mondható szárazföldekről.

## Az ízeltlábúak főbb csoportjai
Az alábbi csoportosítás az ízeltlábú állatok áttekintését szolgálja, a csoportoknak taxonómiai rangot nem tulajdonítunk, a fogalmak hierarchiája szisztematikai állásfoglalást nem jelent.
Állkapocs nélküliek (Amandibulata)
- Trilobiták (Trilobitomorpha) – kihalt háromkaréjú ősrákok, 1 pár csápjuk, 7 ízű járólábuk volt, tengeri fajok voltak
- Csáprágósok (Chelicerata)
  - Rákszabásúak (Merostomata) – 6 pár lábuk van, testük profisztoszómára (prophisthosoma) és ofisztoszómára (ophisthosoma) különül, lárváiknak trilobitaszerű stádiuma van
  - Pókszabásúak (Arachnida) – chelicerájuk 2-3 ízű, 4 pár 7 ízű járólábuk van, elsődlegesen szárazföldiek
  - Ászkapókok vagy csupalábállatok (Pantopoda) – 4-6 pár lábú szélsőségesen specializálódott tengeri állatok

Állkapcsosok (Mandibulata)
- Kopoltyúsok
  - Rákok (Crustacea, Branchiata vagy Diantennata) – 2 pár csápjuk van, kopoltyúval lélegeznek, elsődlegesen víziek
    - Ősrákok (Cephalocarida)
    - Levéllábú rákok (Phyllopoda)
    - Gályarákok (Remipedia)
    - Állkapcsilábas rákok (Maxillopoda)
    - Kagylósrákok (Ostracoda)
    - Felsőbbrendű rákok (Malacostraca)
- Légcsövesek (Tracheata vagy Uniramia) – 1 pár csápjuk van, légcsőrendszerrel lélegzenek, elsődlegesen szárazföldiek
  - Soklábúak (Myriapoda)
    - Ikerszelvényesek (Diplopoda) – szárazföldi életmódúak, algákkal, gombákkal és korhadékokkal (az elpusztult élőlények maradványaival) táplálkoznak
    - Villáscsápúak (Pauropoda) – villás csápú, vak, talajlakó, gombaevő állatok
    - Szövőcsévések (Symphyla) – szárazföldi életmódúak, alga-, gomba- és korhadékfogyasztók
    - Százlábúak (Chilopoda) – ragadozó soklábúak

  - Hatlábúak (Hexapoda) – 3 pár, azaz 6 lábúak
    - Rovarszerűek (Parainsecta) – elsődlegesen szárnyatlan, entognath szájszervű, holo- vagy anamorf állatok
    - Rovarok (Insecta) szárnyatlan vagy szárnyas, ectognath szájszervű, holomorf állatok

## Az ízeltlábúak rendszerezésének főbb irányvonalai
1. Monofiletikus hipotézis: Az ízeltlábúakat egy közös (trilobitaszerű) ősre visszavezető elgondolás, amelynek következménye a fenti csoportosításhoz hasonló rendszer és az Arthropoda törzsként való elfogadása.
2. Polifiletikus hipotézis: E szerint 4 egymástól függetlenül kialakult állatcsoportról van szó, ezek a
  - Trilobiták és trilobitaszerűek
  - Csáprágósok (Chelicerata)
  - Rákok (Crustacea)
  - Légcsöves ízeltlábúak (Tracheata)
3. TCC-hipotézis: E szerint két monofiletikus csoport jött létre: a légcsövesek és az összes többi (Trilobita-Chelicerata-Crustacea)
4. Mandibulata-hipotézis: Három monofiletikus csoport van, ezek a mandibula-rágószervvel rendelkezők (Mandibulata), csáprágósok (Chelicerata) és a trilobiták (Trilobitomorpha)
5. Amandibulata-hipotézis: A csáprágósok egyes ősi trilobiták közvetlen leszármazottai, a rákok és légcsövesek pedig vagy független csoportok (ez esetben 3 monofiletikus csoport van) vagy együtt alkotják a monofiletikus Mandibulata-csoportot (ez esetben 2 monofiletikus csoport van).
6. Holomerenthoma-hipotézis: A légcsöves ízeltlábúak eredetileg anamorf egyedfejlődésűek, azaz az eredeti embrionális szelvények feldarabolódnak, így a posztembrionális fejlődés során a testszelvények száma gyarapszik. Egy apomorf tulajdonságnak tekinthető a fix szelvényszám, azaz holomorf egyedfejlődés, ez a természetes csoportképzés alapja. Ez esetben a rovarok és a Parainsecták többsége – az előrovarok (Protura) rend kivételével – a Holomerenthoma vagy Holomorpha csoportot alkotja. Hozzájuk tartozik még néhány fejlett százlábú-csoport (például Scutigeromopha) is. A többiek a parafiletikus Anamerenthoma-csoportot alkotják.

A légcsövesek (Tracheata) csoport rendszerezése szintén vitatott. A főbb hipotézisek a következők:
1. A soklábúak (Myriapoda) és hatlábúak (Hexapoda) altörzse két korán elvált monofiletikus csoportot képez.
2. A soklábú jelleg ősi (minden légcsöves őse egy soklábú volt), ebből következően egyenrangú monofiletikus csoportok a következők: Diplopoda, Pauropoda, Symphyla, Chilopoda, Hexapoda)
3. A légcsöveseken belül két ősi egyenrangú csoportot képeznek az elülső ivarnyílásosak (Progoneata) és a hátulsó ivarnyílásosak (Ophisthogoneata). Progoneata-csoportok: Diplopoda, Pauropoda, Symphyla. Opisthogoneata-csoportok: Chilopoda, Parainsecta, Insecta.
4. Mivel a csáprágósok (mint közeli külső csoport) ivarnyílása nem a test végén található, ezért a Progoneata-jelleg pleziomorfia, ebből következően a csoport parafiletikus. Az egyenrangú monofiletikus csoportok tehát helyesen: Diplopoda, Pauropoda, Symphyla, Ophisthogoneata.
5. A tracheátákon belül két ősi egyenrangú csoportot képeznek a két szájszervűek (Dignatha) és a három szájszervűek (Trignatha). Ezek egyenrangú monofiletikus csoportok. Dignatha: Diplopoda, Pauropoda. Trignatha: Symphyla, Chilopoda, Hexapoda.
6. A Dignatha-jelleg szünpleziomorfia, ebből következően egyenrangú monofiletikus csoportok: Diplopoda, Pauropoda, Trignatha.
7. A Trignatha-jelleg is synplesiomorphia, ebből következően egyenrangú monofiletikus csoportok: Dignatha, Symphyla, Chilopoda, Hexapoda.

## Ízeltlábúak a földtörténet tükrében
- Földtörténeti őskor
  - Prekambrium: Ediakara-bióta, az első trilobitára emlékeztető fossziliák.
- Földtörténeti ókor
  - Kambrium: Trilobiták nagyszámú megjelenése
  - Ordovícium: Trilobita virágkor
  - Szilur: ízeltlábúak szárazföldre lépése (ősi skorpiók)
  - Devon: első szárazföldi atkák, első szárnyatlan rovarok, első százlábúak (Chilopoda)
  - Karbon: az első szárnyas rovarok megjelenése majd a rovar virágkor nyitánya a szárazföldön, óriás szitakötők
  - Perm: utolsó trilobiták kihalása
- Földtörténeti középkor: az összes mai rovarrend felismerhető
  - Triász
  - Jura
  - Kréta
- Földtörténeti újkor: az összes mai rovarcsalád és nem
  - Tercier
  - Quarter: a mainál is gazdagabb fauna, jelenkori ízeltlábú-virágkor

## Ajánlott irodalom

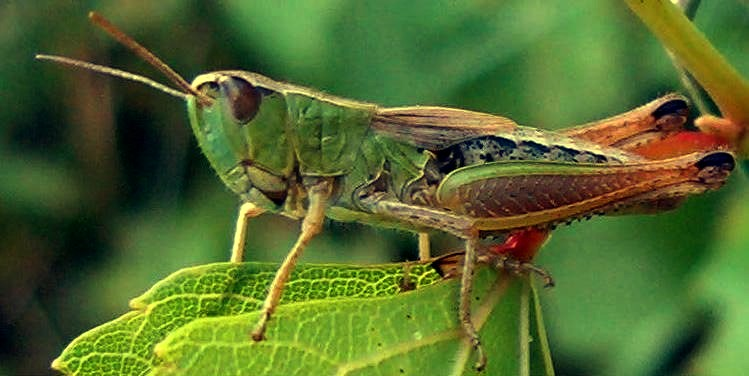
Sáska (vadszőlő levelén)

- Dudich, E., Loksa, I. (1987): Állatrendszertan – Tankönyvkiadó, Budapest
- Papp, L. (szerk.) (1996): Zootaxonómia – egységes jegyzet – Állatorvostudományi Egyetem, Budapest
- Crome, W. et al (1977): Uránia Állatvilág: Alsóbbrendű állatok – Gondolat Kiadó, Budapest
- Güthner, K. et al (1975): Uránia Állatvilág: Rovarok – Gondolat Kiadó, Budapest
- Géczy, B. (1989): Őslénytan – Tankönyvkiadó, Budapest
- Tasnádi-Kubacska András (szerk.): Az élővilág fejlődéstörténete, Gondolat Kiadó, 1964.

## Elektronikus információforrások
Ellenőrzött (lektorált és referált) elektronikus ismeretforrások az újabb eredményekhez:
- iNaturalist
- BiologyBrowser
- CABI Archiválva 2007. február 16-i dátummal a Wayback Machine-ben
- Cambridge Scientific Abstracts
- BIOSIS
- Zoológiai tárgyú publikációk